# Несбит, Эдит
Эдит Несбит (Эдит Блэнд; англ. Edith Nesbit; 15 августа 1858 — 4 мая 1924) — английская писательница и поэтесса. Автор (соавтор) более 60 произведений художественной литературы для детей, некоторые из которых были адаптированы для кино и телевидения. Она также была политическим активистом и одним из основателей Фабианского общества, предшественника современной лейбористской партии.

## Биография
Эдит Несбит родилась в 1858 году, в семье сельскохозяйственного химика Джона Коллиза Несбита, который скончался в марте 1862 года, до её четвертого дня рождения. Из-за слабости здоровья её сестры, Марии, семья постоянно переезжала на протяжении нескольких лет, жили в Брайтоне, Бакингемшире, Франции (Дьепп, Руан, Париж, Тур, Пуатье, Ангулем, Бордо, Аркашон, По, Баньер-де-Бигор), Испании и Германии, перед тем как поселиться на три года в Халстд-Холле в Халстеде на северо-западе Кента, месте которое позже описывалось в её «Детях железной дороги».
Когда Эдит было 17, семья снова переехала, на этот раз в Лондон.
В 1877 году, 19-летняя Несбит познакомилась с банковским клерком Хьюбертом Бландом. 22 апреля 1880 года она вышла за него замуж будучи уже беременной. Их брак был открытым. Бланд продолжил свои отношения с Алисой Хоатсон, от которой у него было двое детей (Розамунд (р. 1886) и Джон (р. 1899), которые были приняты Несбит. В браке с Бландом у Несбит родилось трое детей: сын Пол Бланд (1880—1940), которому были посвящены «Дети железной дороги»; дочь Ирис Бланд (1881—1950) и сын Фабиан Бланд (1885—1900), который скончался в возрасте 15 лет после операции на миндалинах, и которому она посвятила книги «Пятеро детей и чудище», «Искатели сокровищ».
Несбит и Бланд были одними из основателей Фабианского общества (предтечи Лейбористской партии) в 1884 году. Их сын Фабиан был назван в честь общества. Они также сотрудничали с редакцией журнала общества «Сегодня». Несбит и Бланд также некоторое время состояли в социал-демократической федерации, но позже покинули её как слишком радикальную. Несбит активно читала лекции и писала статьи о социализме в течение 1880-х годов. Также она писала совместно со своим мужем под псевдонимом Фабиан Бланд, но эта её деятельность постепенно уступила место детской литературе в связи с очевидным успехом писательницы на этом поприще.
Эдит прожила с 1899 года по 1920 год в Велл-Холл-хаусе, Элтхем, Кент. 20 февраля 1917 года, через три года после смерти Бланда, вышла замуж за Томаса «Шкипера» Такера, корабельного инженера.
До конца жизни жила в коттедже «Crowlink» во Фринстоне, в восточном Сассексе. Умерла от рака легких в 1924 году и была похоронена на кладбище при церкви Святой Марии (англ.) в Марше (англ.).

## Творчество
Эдит Несбит привнесла в литературу новый подход. Герои её произведений — юные современники автора, абсолютно реалистичные — сталкиваются в обычном мире с магическими объектами и существами, а иногда совершают путешествия в миры фантастические. Этот метод оказал прямое или косвенное влияние на таких писательниц, как Памела Линдон Трэверс (автор историй о Мэри Поппинс), Диана Уинн Джонс и Джоан Роулинг.
Клайв Стейплз Льюис писал свой цикл «Хроники Нарнии» под влиянием произведений Эдит Несбит. Кроме того, он упоминает её героев в своём романе «Племянник чародея».
Майкл Муркок пишет цикл романов со взрослым Освальдом Бастейблом (действующим в романе Несбит «Искатели сокровищ») в качестве своего главного героя.
Наконец, Жаклин Уилсон написала сиквел к трилогии Псаммиад, назвав его «Четверо детей и Оно» (Four Children and It).
Кроме детских произведений Эдит Несбит написала одиннадцать романов, короткие рассказы и четыре сборника «ужасных историй» для взрослых.

### Романы для детей

#### Цикл о Бастейблах
- 1899 Искатели сокровищ (The Story of the Treasure Seekers).
- 1901 Общество «Будем послушными» (The Wouldbegoods).
- 1904 The New Treasure Seekers
- 1928 Complete History of the Bastable Family (посмертное издание трилогии о Бастейблах)

Несколько рассказов о Бастейблах включены в сборник рассказов Освальд Бастейбл и другие (Oswald Bastable and Others, 1905). Кроме того, Бастейблы действут в романе для взрослых Красный дом The Red House (1902).

#### Псаммиад
- 1902 Пятеро детей и Оно (Пятеро детей и Чудовище, Five Children and It)
- 1904 Феникс и ковёр (The Phoenix and the Carpet)
- 1906 История с амулетом (The Story of the Amulet)

#### Дом Ардена
- 1908 The House of Arden
- 1909 Harding’s Luck

#### Детские романы вне циклов
- 1906 Дети железной дороги (The Railway Children)
- 1907 Заколдованный замок The Enchanted Castle
- 1910 The Magic City
- 1911 The Wonderful Garden
- 1913 Мокрое волшебство (Wet Magic)
- 1925 Five of Us and Madeline (опубликовано посмертно)

### Романы для взрослых
- 1885 The Prophet’s Mantle
- 1896 The Marden Mystery (первое издание является библиографической редкостью, до наших дней дожили только несколько экземпляров)
- 1899 The Secret of the Kyriels
- 1902 The Red House
- 1906 Man and Maid
- 1906 The Incomplete Amorist (в русском переводе — "В поисках любви")
- 1909 The House With No Address (Salome and the Head)
- 1909 Daphne in Fitzroy Street
- 1911 Dormant aka Rose Royal
- 1921 The Incredible Honeymoon (в русском переводе — "Невероятный медовый месяц")
- 1922 The Lark (в русском переводе — "Жизнь – это забава")

### Рассказы и сборники для детей
- 1894 Miss Mischief
- 1895 Tick Tock, Tales of the Clock
- 1895 Pussy Tales
- 1895 Doggy Tales
- 1897 The Children’s Shakespeare
- 1897 Royal Children of English History
- 1898 The Book of Dogs
- 1899 Pussy and Doggy Tales
- 1900 The Book of Dragons
- 1901 Nine Unlikely Tales
- 1902 The Revolt of the Toys
- 1903 The Rainbow Queen and Other Stories
- 1903 Playtime Stories
- 1904 The Story of Five Rebellious Dolls
- 1904 Cat Tales
- 1905 Oswald Bastable And Others
- 1905 Pug Peter, King of Mouseland
- 1907 Удивительные сюжеты Шекспира (Beautiful Stories from Shakespeare)
- 1908 The Old Nursery Stories
- 1912 The Magic World

## Экранизации
- Дети дороги / Дети железной дороги (The Railway Children), (Лайонел Джеффрис), 1970
- Дети дороги (The Railway Children) (Катрин Морсхэд), 2000
- Феникс и волшебный ковёр (The Phoenix And The Magic Carpet) (1994, Великобритания)
- Птица Феникс и ковер-самолет (The Phoenix and the Magic Carpet), (Майкл Керриган), 1997
- Пятеро детей и волшебство (Five Children and It), (Мэрилин Фокс), 1991
- Пять детей и волшебство / Пятеро детей и чудище / Пятеро детей и это (Five Children and It), (Джон Стивенсон), Англия — Франция, 2004
- Onegai! Samia Don (Пятеро детей и Оно) — аниме-сериал 1985 года Япония
- Про лысую принцессу (Софья Кравцова) Анимационный, Россия, 2005